# Palaeophanes lativalva
Palaeophanes lativalva là một loài bướm đêm thuộc họ Arrhenophanidae. Nó là loài duy nhất được tìm thấy ở type locality, which is situated in a wet forested area in the central mountain range of Đài Loan, at an elevation of about 1,400 m.
Chiều dài cánh trước là 4.7–5 mm đối với con đực.